# Opstand (BLØF)
Opstand is een nummer van de Nederlandse band BLØF uit 2004. Het is, samen met een live-uitvoering van Meer van jou, de enige single van het verzamelalbum Het eind van het begin. De single is uitgebracht op 12 november 2004.